# Protea scabra
Protea scabra là một loài thực vật có hoa trong họ Quắn hoa. Loài này được R. Br. miêu tả khoa học đầu tiên năm 1810.